# Harald Jannach
Harald Jannach (* 27. Mai 1972 in Klagenfurt) ist ein österreichischer Landwirt und Politiker (FPÖ). Jannach war von 2008 bis 2017 Abgeordneter zum österreichischen Nationalrat. Seit 2015 ist er Bürgermeister von Frauenstein.

## Leben
Jannach besuchte die Volksschule in Obermühlbach 1978–1982, die Hauptschule in St. Veit an der Glan 1982–1986, die  Handelsakademie in Althofen 1986–1991 und dort anschließend auch eine land- und forstwirtschaftliche Fachschule (1991–1993).
Jannach war von 1997 bis 2015 Vizebürgermeister der Gemeinde Frauenstein, seit 2015 ist er deren direkt gewählter Bürgermeister. Die von ihm geführte Liste Gemeindeliste Frauenstein Liste Harald Jannach konnte mit 13 von 23 Mandaten zudem die absolute Mehrheit im Gemeinderat erringen. Von 2005 bis 2010 war Jannach FPÖ-Bezirksparteiobmann von Sankt Veit an der Glan. 2006 wurde er Kammerrat der Kärntner Landwirtschaftskammer und 2009 geschäftsführender Landesparteiobmann der FPÖ-Kärnten. Jannach kandidierte bei der Nationalratswahl 2008 auf dem Bundeswahlvorschlag der FPÖ und errang ein Mandat über diese Liste. Jannach wurde am 28. Oktober 2008 als Abgeordneter angelobt und übernahm innerhalb des FPÖ-Parlamentsklubs die Funktion des Bereichssprechers für Agrarwesen.
Anlässlich der am 21. Juni 2010 beschlossenen engen Kooperation von FPK und Bundes-FPÖ, die  als Schock  für den  kleinen Kärntner FPÖ-Rest mit seinen 3,6 % bei der letzten Landtagswahl  kam, trat Jannach als FPÖ-Landesparteivorstand „überraschend“ zurück, da er darin „das Ende der Eigenständigkeit der FPÖ-Kärnten“ sah,  behielt jedoch sein  Mandat als Abgeordneter zum  Nationalrat. Nach dem Rücktritt Harald Jannachs  wurde Christian Leyroutz vom FPÖ-Vorstand als geschäftsführender Landesparteiobmann bestätigt.
Jannach lebt in Höffern unweit von  St. Veit an der Glan, ist verheiratet und Vater zweier Kinder.

## Auszeichnungen
- 2017: Großes Goldenes Ehrenzeichen für Verdienste um die Republik Österreich[6]